# Föderation der Barmherzigen Schwestern von Mutter Seton
Die Föderation der Barmherzigen Schwestern von Mutter Seton ist ein Zusammenschluss von 13 römisch-katholischen Frauenorden in Nordamerika, die alle in der Tradition des Hl. Vinzenz von Paul und der Ordensgründerin Elisabeth Anna Bayley Seton (1774–1821) stehen, die 1975 heiliggesprochen wurde. Sie gründete 1809 die Sisters of Charity of Saint Joseph’s (S.C.) in der Nähe von Emmitsburg, Maryland, in der Tradition der Töchter der Christlichen Liebe vom Hl. Vinzenz von Paul in Frankreich. Weitere Gemeinschaften, die ebenfalls nach der vinzentinischen Regel von 1672 leben, haben sich mit diesem Orden zu einer Föderation verbunden.

## Geschichte
Die Gründung der Sisters of Charity of Saint Joseph’s wurde von Reverend Louis William Dubourg angeregt, der dem Orden der Sulpizianer angehörte. Elizabeth Bayley Seton gründete 1808 in Baltimore mit seiner Hilfe eine kleine Internatsschule für Mädchen. Unter der Führung der Sulpicianer schlossen sich bald einige Frauen zu einer Schwesternschaft zusammen, die nach dem Vorbild der französischen Töchter der Christlichen Liebe gebildet war. Durch eine großzügige Stiftung konnte die neue Gemeinschaft bei Emmitsburg ein Mutterhaus errichten und sich unter dem Namen Sisters of Charity of Saint Joseph’s niederlassen. Die Gemeinschaft wurde am 31. Juli 1809 gegründet und erhielt vorläufige Statuten. Im Kloster St. Joseph in Emmitsburg wurde ein Noviziat eingerichtet, der junge Orden wuchs rasch. Mutter Seton wurde zur Vorsteherin gewählt, obwohl sie als Witwe gleichzeitig für ihre fünf Kinder sorgte.
Die Ordensregel der französischen Schwestern wurde den amerikanischen Verhältnissen behutsam angepasst und von John Carroll, dem Erzbischof von Baltimore, 1812 anerkannt.
Das erste Apostolat der Schwestern war zunächst die Erziehung und Bildung der Mädchen. Die Schwestern gründeten in Nordamerika die erste freie katholische Schule für Mädchen in Emmitsburg und das erste katholische Krankenhaus in St. Louis. Bald wurden neben Schulen auch Waisenhäuser gegründet. Um 1830 waren auch männliche Waisen dazugekommen. Der Superior der Gemeinschaft wollte dies unterbinden, weil er es für problematisch hielt. Aus den Konflikten, die sich daraus ergaben, ging eine Abspaltung hervor, dreißig Schwestern verließen die Gemeinschaft und gründeten die Sisters of Charity of Saint Vincent de Paul of New York. Aus Sorge, es könnte weitere Spaltungen geben, und um die Sulpicianer von der Betreuung der Schwesterngemeinschaft zu entlasten, trieb der Superior Louis-Regis Deluol die Vereinigung der amerikanischen Gemeinschaft mit der französischen Gemeinschaft voran, konnte sich dabei aber zunächst nicht durchsetzen. 1850 wurde dann doch die Vereinigung mit dem französischen Orden vollzogen. Es wurden nun zwei Provinzen in den USA eingerichtet, mit Sitz in Emmitsburg und St. Louis. Dennoch kam es in den folgenden Jahren zu weiteren Abspaltungen, die sich u. a. in Cincinnati, Halifax und Greensburg niederließen. Im Jahre 1889 gründeten die Sisters of Charity in Nassau ihre erste Niederlassung außerhalb der USA.

## Wiedervereinigung
Schwester Isabel Toohey (1893–1979), Provinzoberin der Ostprovinz in den USA, besuchte während ihrer Amtszeit alle Kongregationen, die sich historisch von den Emmitsburger Schwestern abgespalten hatten, und bat sie um Vergebung für alle misslungenen Beziehungen und das Entstehen der Konflikte, die zu den verschiedenen Tochterklöstern geführt hatten. So wurde es möglich, dass sich die verschiedenen Zweige gemeinsam für eine Kanonisierung ihrer Gründerin Elizabeth Seton einsetzten. 1947 fand eine erste gemeinsame Konferenz statt. Nachdem 1975 die Heiligsprechung erreicht wurde, arbeitete die Föderation auch für andere Zwecke zusammen, etwa zur Erleichterung ihrer karitativen Arbeit, zur Ausbildung des Ordensnachwuchses und zur spirituellen Erneuerung. Die Föderation bemüht sich heute außerdem um die Herausgabe historischer Schriften und Zusammenarbeit mit anderen Zweigen der vinzentinischen Familie.

### Gründungsmitglieder der Föderation
- Sisters of Charity of New York (gegründet 1846)
- Sisters of Charity of Cincinnati (gegründet 1852)
- Sisters of Charity of Saint Vincent de Paul (gegründet 1856) in Halifax, Nova Scotia, Canada
- Sisters of Charity of Saint Elizabeth (gegründet 1859) in Newark, New Jersey
- Sisters of Charity of Seton Hill (gegründet 1870) in Pittsburg

### Weitere Mitglieder der Föderation
- Sisters of Charity of the Immaculate Conception (S.C.I.C.), gegründet 1854 in Saint John, New Brunswick, Kanada (Mitglied seit 1979)
- Les Religieuses de Notre-Dame-du-Sacré-Cœur  (N.D.S.C.), gegründet 1871 in Bouctouche, New Brunswick, Kanada, als Abspaltung von den Sisters of Charity of the Immaculate Conception (Mitglied seit 1986)
- Sisters of Charity of Nazareth (S.C.N.), gegründet 1812 in Nazareth, Kentucky (Mitglied seit 1991)
- Sisters of Charity of Our Lady of Mercy of Charleston (O.L.M.), gegründet 1829 in Charleston, South Carolina (Mitglied seit 1994)
- Sisters of Charity of Leavenworth (S.C.L.), ursprünglich 1851 aus einer Mission der Sisters of Charity of Nazareth, als Sisters of Charity of Nashville gegründet, 1858 nach Leavenworth umgezogen und umbenannt. (Mitglied seit 1995)
- Vincentian Sisters of Charity of Pittsburgh (V.S.C.), gegründet 1902 in Braddock, Pennsylvania, als Neugründung der Barmherzigen Schwestern vom Heiligen Vinzenz von Paul Sisters von Satu-Mare in Rumänien, um sich der Immigranten aus Osteuropa anzunehmen (Mitglied seit 1989)
- Vincentian Sisters of Charity of Bedford (V.S.C.), gegründet 1928 in Bedford, Ohio, um sich um die slowakischen Einwanderer zu kümmern (Mitglied seit 1990)